# Chajim-Moše Šapira
Chajim-Moše Šapira (hebrejsky: חיים משה שפירא, žil 26. března 1902 – 16. července 1970) byl izraelský politik a signatář izraelské deklarace nezávislosti. Byl klíčovou politickou postavou v počátcích izraelské státnosti a zastával četné ministerské posty. V různých ministerských funkcích sloužil, s krátkou přestávkou v 50. letech, od založení státu v roce 1948 až do své smrti v roce 1970.

## Biografie
Narodil se v Grodnu v carském Rusku (dnešní Bělorusko) a studoval v chederu a ješivě, kde zorganizoval mládežnickou skupinu s názvem Bnej Sijon (doslova „Synové Sijónu“). Pracoval ve školském a kulturním odboru Židovské národní rady v Kaunasu (dnešní Litva) a v roce 1919 vytvořil skupinu Mladí Mizrachi, kteří se stali klíčovým hráčem v nábožensky-sionistickém mládežnickém hnutí v Litvě. V roce 1922 začal učit v ultraortodoxní židovské škole ve Vilniusu a stal se členem mizrachi rady města. V letech 1923 a 1924 byl aktivní ve skupině Mladí Mizrachi ve Varšavě a v letech 1924 a 1925 navštěvoval rabínský seminář v Berlíně.
V roce 1925 byl delegátem na Světovém sionistickém kongresu, kde byl zvolen do výkonné komise. Ve stejný rok podnikl aliju do mandátní Palestiny. V roce 1928 byl zvolen do ústřední komise hnutí ha-Po'el ha-Mizrachi a byl taktéž členem výboru Světových Mizrachi.
V roce 1936 byl zvolen členem sionistického vedení a vedoucím odboru imigrace Židovské agentury (druhou zmíněnou funkci zastával až do roku 1948). V roce 1938 byl vyslán na speciální misi do Rakouska, kde se po anšlusu Třetí říší pokoušel zachránit rakouské Židy.

### Politická kariéra
Šapira byl jedním ze signatářů izraelské deklarace nezávislosti a bezprostředně po jejím podpisu byl jmenován ministrem zdravotnictví a ministrem imigrace v prozatímní vládě Davida Ben Guriona.
V prvních parlamentních volbách v roce 1949 byl zvolen poslancem za Sjednocená náboženskou frontu, alianci stran Agudat Jisra'el, Poalej Agudat Jisra'el, Mizrachi a jeho strany ha-Po'el ha-Mizrachi. Do volbách byl opětovně jmenován do výše uvedených ministerských postů a nadto byl jmenován ministrem vnitra (někdy též ministr pro vnitřní záležitosti).
Po volbách v roce 1951, ve kterých Hapoel ha-Mizrachi kandidovala jako nezávislá strana, byl Šapira jmenován ministrem vnitra a ministrem pro náboženské záležitosti. Po změnách ve vládě v roce 1952 přišel o první uvedené portfolio, ale výměnou za něj získal post ministra sociálních věcí. V rámci dalších vládních změn o rok později opět získal post ministra vnitra.
V následujících volbách v roce 1955 se ucházely strany Mizrachi a ha-Po'el ha-Mizrachi o hlasy voličů v jednotném bloku pod názvem Národní náboženská fronta, která později vešla ve známost pod názvem Národní náboženská strana. V nové vládě byl opět jmenován ministrem náboženství a ministrem sociálních věcí. V roce 1957 byl vážně zraněn poté, co Moše Dwek vhodil do Knesetu ruční granát při útoku na ministerského předsedu Ben Guriona a ministryni Goldu Meirovou. V červenci 1958 rezignoval společně se všemi ministry za Národní náboženskou stranu (jednalo se o jediné období, kdy nezastával ministerskou funkci).
Po volbách v roce 1959 se opět vrátil do úřadu ministra vnitra. Po volbách v roce 1961 se opět stal ministrem zdravotnictví. Po následujících volbách v roce 1965 se stal „pouze“ ministrem pro vnitřní záležitosti a v této funkci setrval i po dalších volbách v roce 1969. Zemřel v úřadě ve dne 16. července 1970 ve věku 68 let.